# Francisco Borja de Pardo
Francisco Borja de Pardo fue un político peruano. 
Fue miembro del Congreso General Constituyente de 1827 por la provincia de Paruro. Dicho congreso constituyente fue el que elaboró la segunda constitución política del país.